# Joseph Sherman Frelinghuysen junior
Joseph Sherman Frelinghuysen junior (* 11. August 1912 in East Hampton, New York; † 8. Januar 2005 in Morristown, New Jersey) war der Verfasser eines Buches mit dem Titel "Passages to Freedom", das seine Flucht aus einem Gefangenenlager in Italien während des Zweiten Weltkriegs beschreibt.

## Leben
Frelinghuysen war der Sohn von Joseph Sherman Frelinghuysen Sr., einem Mitglied des Senats von New Jersey und späteren US-Senator. Er graduierte 1934 an der Princeton University. Während des Zweiten Weltkriegs diente er als Artilleriecaptain in der 1. US-Infanteriedivision in Nordafrika, wo er am 23. November 1942 durch deutsche Truppen gefangen genommen und in einem Gefangenenlager in Italien inhaftiert wurde. Am 23. September 1943 flüchteten er sowie ein anderer amerikanischer Kriegsgefangener aus diesem Lager und schlossen sich dann wieder den alliierten Truppen an.
Nach dem Krieg arbeitete Frelinghuysen für eine Versicherung und später verwaltete er das familiäre Milchunternehmen in Somerville, New Jersey. Zum Ende seines Lebens lebte er in Far Hills, New Jersey, wobei er an einer Lungenentzündung in Morristown verstarb.